# World Series of Poker
Pour le dernier tournoi, voir World Series of Poker 2019. Pour le jeu vidéo, voir World Series of Poker (jeu vidéo).
Les World Series of Poker, couramment abrégées sous le sigle WSOP, sont les championnats du monde de poker. Ils se tiennent chaque année depuis 1970 à Las Vegas. 
- Pendant les WSOP, plusieurs tournois sont joués (69 en 2015). Le prix d'entrée d'un tournoi va de 500 $ à 1 000 000 $. Le vainqueur de chaque tournoi remporte de l'argent et un bracelet.

Le tournoi principal est le Main Event, c'est un tournoi de No Limit Texas hold'em dont le prix d'entrée est de 10 000 $.

## Vainqueurs

### Les vainqueurs de cinq bracelets et plus
L'année ou les années où le joueur a remporté un bracelet du Main Event des World Series of Poker, des World Series of Poker Europe ou des World Series of Poker Asie-Pacifique sont mentionnées en gras. Un [E] suivant l'année mentionne un bracelet remporté lors des World Series of Poker Europe, un [A] un bracelet remporté lors des World Series of Poker Asie-Pacifique.
| Bracelets | Joueur           | Année(s)                                                                                       |
| --------- | ---------------- | ---------------------------------------------------------------------------------------------- |
| 17        | Phil Hellmuth    | 1989, 1992, 1993 (3), 1997, 2001, 2003 (2), 2006, 2007, 2012, 2012 [E], 2015, 2018, 2021, 2023 |
| 11        | Phil Ivey        | 2000, 2002 (3), 2005, 2009 (2), 2010, 2013 [A], 2014, 2024                                     |
| 10        | Doyle Brunson    | 1976 (2), 1977 (2), 1978, 1979, 1991, 1998, 2003, 2005                                         |
| 10        | Johnny Chan      | 1985, 1987, 1988, 1994, 1997, 2000, 2002, 2003 (2), 2005                                       |
| 10        | Erik Seidel      | 1992, 1993, 1994, 1998, 2001, 2003, 2005, 2007, 2021, 2023                                     |
| 9         | Johnny Moss      | 1970, 1971 (2), 1974, 1975, 1976, 1979, 1981, 1988                                             |
| 7         | Billy Baxter     | 1975, 1978, 1982 (2), 1987, 1993, 2002                                                         |
| 7         | Men Nguyen       | 1992, 1995 (2), 1996, 2003 (2), 2010                                                           |
| 7         | Scott Seiver     | 2008, 2018, 2019, 2022, 2024 (3)                                                               |
| 7         | Daniel Negreanu  | 1998, 2003, 2004, 2008, 2013 [A], 2013 [E], 2024                                               |
| 6         | T. J. Cloutier   | 1987, 1994 (2), 1998, 2004, 2005                                                               |
| 6         | Chris Ferguson   | 2000 (2), 2001, 2003 (2), 2017 [E]                                                             |
| 6         | Layne Flack      | 1999, 2002 (2), 2003 (2), 2008                                                                 |
| 6         | Ted Forrest      | 1993 (3), 2004 (2), 2014                                                                       |
| 6         | Brian Hastings   | 2012, 2015 (2), 2018, 2021, 2022                                                               |
| 6         | Jay Heimowitz    | 1975, 1986, 1991, 1994, 2000, 2001                                                             |
| 6         | John Hennigan    | 2002, 2004, 2014, 2016, 2018, 2019                                                             |
| 6         | Jeff Lisandro    | 2007, 2009 (3), 2010 [E], 2014 [A]                                                             |
| 5         | Daniel Alaei     | 2006, 2009, 2010, 2013, 2015                                                                   |
| 5         | Gary Berland     | 1977, 1978 (2), 1979 (2)                                                                       |
| 5         | David Chiu       | 1996, 1998, 2000, 2005, 2013                                                                   |
| 5         | Allen Cunningham | 2001, 2002, 2005, 2006, 2007                                                                   |
| 5         | Shaun Deeb       | 2015, 2016, 2018 (2), 2021                                                                     |
| 5         | Adam Friedman    | 2012, 2018, 2019, 2021, 2022                                                                   |
| 5         | Berry Johnston   | 1983, 1986, 1990, 1995, 2001                                                                   |
| 5         | John Juanda      | 2002, 2003 (2), 2008 [E], 2011                                                                 |
| 5         | Jason Mercier    | 2009, 2011, 2015, 2016 (2)                                                                     |
| 5         | Michael Mizrachi | 2010, 2011 [E], 2012, 2018, 2019                                                               |
| 5         | Scotty Nguyen    | 1997, 1998, 2001 (2), 2008                                                                     |
| 5         | Brian Rast       | 2011 (2), 2016, 2018, 2021                                                                     |
| 5         | Stu Ungar        | 1980, 1981 (2), 1983, 1997                                                                     |

### Les vainqueurs français
WSOP :
- 1988 Event #3 - Gilbert Gross - 2 500 $ Omaha Pot-limit
- 1997 Event #3 - Claude Cohen - 1 500 $ Omaha Pot-limit
- 1998 Event #19 - Patrick Bruel - 5 000 $ Limit Hold'em
- 2008 Event #37 - David Benyamine - 10 000 $ Omaha Hi-lo
- 2010 Event #22 - Vanessa Hellebuyck - 1 000 $ No-limit Hold'em Ladies
- 2011 Event #21 - Bertrand Grospellier - 10 000 $ Seven Stud
- 2011 Event #22 - Elie Payan - 1 500 $ Pot-limit Omaha
- 2011 Event #37 - Fabrice Soulier - 10 000 $ HORSE
- 2011 Event #50 - Antonin Teisseire - 5 000 $ No-limit Hold'em Triple Chance
- 2012 Event #6 - Aubin Cazals - 5 000 $ No-limit Hold'em Mixed Max
- 2014 Event #29 - Pierre Milan - 2 500 $ No-limit Hold'em
- 2014 Event #51 - Hugo Pingray - 1 500 $ No-limit Hold'em Monster Stack
- 2018 Event #4 - Julien Martini - 1 500 $ Omaha hi-lo
- 2018 Event #10 - William "Twooopair" Reymond - 365 $ WSOP.com Online No-limit Hold'em
- 2019 Event #31 - Thomas Cazayous  - 3 000 $ No-limit Hold'em 6-handed
- 2019 Event #69 - Jérémy Saderne - 1 000 $ Mini Main Event
- 2019 Event #79 - Ivan Deyra - 3 000 $ No-limit Hold'em
- 2021 Event #47 - Alexandre Reard - 5 000 $ Freezeout No Limit Hold'em 8-Handed
- 2021 Event #58 - Jean-Luc Adam - 1 000 $ Super Seniors No Limit Hold'em
- 2021 Event #71 - Mourad Amokrane - 1 500 $ Bounty Pot Limit Omaha 8-Handed
- 2021 Event #76 - Romain Lewis - 10 000 $ Super Turbo Bounty No Limit Hold'em
- 2022 Event #14 - Leo Soma - 1 500 $ No-limit Hold'em 6-Max
- 2022 Event #46 - Jonathan Pastore - 5 000 $ No-limit Hold'em 6-Max
- 2023 Online Event #18 - Julien Sitbon - 2,000 $ No Limit Hold'em - Freezeout
- 2023 Event #90 - Alexandre Reard -  10 000 $ No-limit Hold'em 6-Max
- 2024 Event #14 - Thibault Perissat - 1 000 $ Super Turbo Bounty
- 2024 Event #66 - Elie Nakache - 10 000 $ Pot Limit Omaha Championship
- 2024 Event #89 - Clement Richez - 3 000 $ Mid-Stakes Championship

WSOP Europe :
- 2012 Event #3 - Roger Hairabedian - 5 300 € Pot-limit Omaha
- 2012 Event #4 - Giovanni Rosadoni - 3 250 € No-limit Hold'em Shoutout
- 2013 Event #3 - Darko Stojanovic - 5 300 € No-limit Hold'em Mixed-max
- 2013 Event #5 - Roger Hairabedian - 2 200 € No-limit Hold'em
- 2017 Event #4 - Théodore McQuilkin - 1 650 € No-limit Hold'em 6-handed
- 2021 Event #8 - Julien Martini - 2 500 € Short Deck
- 2021 Event #12 - Julien Martini - 2 000 € 8-Game Mix
- 2021 Event #13 - Romain Le Dantec - 10 000 € No-limit Hold'em 6-Max
- 2024 Event #10 - Patrick Bueno - 2 000 € 8-Game Mix

## Palmarès duMain Event
Voici le tableau détaillé des vainqueurs et finalistes des WSOP Main Event :
| Année | Participants | Vainqueur / Main gagnante            | Prix (US$) | Finaliste / Main perdante  |
| ----- | ------------ | ------------------------------------ | ---------- | -------------------------- |
| 1970  | 7            | Johnny Moss                          | 0 (élu)    | n/a                        |
| 1971  | 6            | Johnny Moss                          | 30 000     | Walter "Puggy" Pearson     |
| 1972  | 8            | Thomas "Amarillo Slim" Preston K♥ J♦ | 80 000     | Walter "Puggy" Pearson 6 6 |
| 1973  | 13           | Walter "Puggy" Pearson A♠ 7♠         | 130 000    | Johnny Moss K♥ J♠          |
| 1974  | 16           | Johnny Moss 3♥ 3♠                    | 160 000    | Crandall Addington A♣ 2♣   |
| 1975  | 21           | Brian "Sailor" Roberts (en) 9♠ 9♥    | 210 000    | Bob Hooks A♣ K♦            |
| 1976  | 22           | Doyle Brunson 10♠ 2♠                 | 220 000    | Jesse Alto A♠ J♦           |
| 1977  | 34           | Doyle Brunson 10♠ 2♥                 | 340 000    | Gary Berland 8♥ 5♣         |
| 1978  | 42           | Bobby Baldwin (en) Q♦ Q♣             | 210 000    | Crandall Addington 9♦ 9♣   |
| 1979  | 54           | Hal Fowler (en) 7♠ 6♦                | 270 000    | Bobby Hoff A♣ A♥           |
| 1980  | 73           | Stu Ungar 5♠ 4♠                      | 385 000    | Doyle Brunson A♥ 7♠        |
| 1981  | 75           | Stu Ungar A♥ Q♥                      | 375 000    | Perry Green 10♣ 9♦         |
| 1982  | 104          | Jack Straus A♥ 10♠                   | 520 000    | Dewey Tomko A♦ 4♦          |
| 1983  | 108          | Tom McEvoy Q♦ Q♠                     | 540 000    | Rod Peate K♦ J♦            |
| 1984  | 132          | Jack Keller 10♥ 10♠                  | 660 000    | Byron Wolford 6♥ 4♥        |
| 1985  | 140          | Bill Smith (en) 3♠ 3♥                | 700 000    | T. J. Cloutier A♦ 3♣       |
| 1986  | 141          | Berry Johnston (en) A♠ 10♥           | 570 000    | Mike Harthcock A♦ 8♦       |
| 1987  | 152          | Johnny Chan A♠ 9♣                    | 625 000    | Frank Henderson 4♦ 4♣      |
| 1988  | 167          | Johnny Chan J♣ 9♣                    | 700 000    | Erik Seidel Q♣ 7♥          |
| 1989  | 178          | Phil Hellmuth 9♠ 9♣                  | 755 000    | Johnny Chan A♠ 7♠          |
| 1990  | 194          | Mansour Matloubi (en) 6♥ 6♠          | 895 000    | Hans Lund 4♦ 4♣            |
| 1991  | 215          | Brad Daugherty K♠ J♠                 | 1 000 000  | Don Holt 7♥ 3♥             |
| 1992  | 201          | Hamid Dastmalchi (en) 8♥ 4♣          | 1 000 000  | Tom Jacobs J♦ 7♠           |
| 1993  | 220          | Jim Bechtel (en) J♣ 6♥               | 1 000 000  | Glenn Cozen 7♠ 4♦          |
| 1994  | 268          | Russ Hamilton (en) K♠ 8♥             | 1 000 000  | Hugh Vincent 8♣ 5♥         |
| 1995  | 273          | Dan Harrington 9♦ 8♦                 | 1 000 000  | Howard Goldfarb A♥ 7♣      |
| 1996  | 295          | Huck Seed 9♦ 8♦                      | 1 000 000  | Bruce Van Horn K♣ 8♣       |
| 1997  | 312          | Stu Ungar A♥ 4♣                      | 1 000 000  | John Strzemp A♠ 8♣         |
| 1998  | 350          | Scotty Nguyen J♦ 9♣                  | 1 000 000  | Kevin McBride Q♥ 10♥       |
| 1999  | 393          | Noel Furlong (en) 5♣ 5♦              | 1 000 000  | Alan Goehring 6♥ 6♣        |
| 2000  | 512          | Chris Ferguson A♠ 9♣                 | 1 500 000  | T. J. Cloutier A♦ Q♣       |
| 2001  | 613          | Juan Carlos Mortensen K♣ Q♣          | 1 500 000  | Dewey Tomko A♠ A♥          |
| 2002  | 631          | Robert Varkonyi Q♦ 10♠               | 2 000 000  | Julian Gardner J♣ 8♣       |
| 2003  | 839          | Chris Moneymaker 5♦ 4♠               | 2 500 000  | Sam Farha J♥ 10♦           |
| 2004  | 2 576        | Greg Raymer 8♠ 8♦                    | 5 000 000  | David Williams A♥ 4♠       |
| 2005  | 5 619        | Joe Hachem 7♣ 3♠                     | 7 500 000  | Steve Dannenmann A♦ 3♣     |
| 2006  | 8 773        | Jamie Gold Q♠ 9♣                     | 12 000 000 | Paul Wasicka 10♥ 10♠       |
| 2007  | 6 358        | Jerry Yang 8♣ 8♦                     | 8 250 000  | Tuan Lam A♦ Q♦             |
| 2008  | 6 844        | Peter Eastgate A♦ 5♠                 | 9 152 416  | Ivan Demidov 2♥ 4♥         |
| 2009  | 6 494        | Joe Cada 9♦ 9♣                       | 8 547 042  | Darvin Moon Q♦ J♦          |
| 2010  | 7 319        | Jonathan Duhamel A♠ J♥               | 8 944 138  | John Racener K♦ 8♦         |
| 2011  | 6 865        | Pius Heinz A♠ K♣                     | 8 715 638  | Martin Staszko 10♣ 7♣      |
| 2012  | 6 598        | Greg Merson K♦ 5♦                    | 8 527 982  | Jesse Sylvia Q♠ J♠         |
| 2013  | 6 352        | Ryan Riess (en) A♥ K♥                | 8 361 570  | Jay Farber Q♠ 5♠           |
| 2014  | 6 683        | Martin Jacobson (en) 10♦ 10♥         | 10 000 000 | Felix Stephensen A♥ 9♥     |
| 2015  | 6 420        | Joe McKeehen A♥ 10♦                  | 7 683 346  | Joshua Beckley 4♣ 4♦       |
| 2016  | 6 737        | Qui Nguyen K♣ 10♣                    | 8 005 310  | Gordon Vayo J♠ 10♠         |
| 2017  | 7 221        | Scott Blumstein A♥ 2♦                | 8 150 000  | Dan Ott A♦8♦               |
| 2018  | 7 874        | John Cynn K♣ J♣                      | 8 800 000  | Tony Miles Q♣ 8♥           |
| 2019  | 8 569        | Hossein Ensan K♥ K♣                  | 10 000 000 | Dario Sammartino 8♠ 4♠     |
| 2020  | 1 379        | Damian Salas K♦ J♠                   | 2 550 969  | Joseph Hérbert A♦ Q♠       |
| 2021  | 6 650        | Koray Aldemir 10♦7♦                  | 8 000 000  | George Holmes K♣Q♠         |
| 2022  | 8 663        | Espen Jorstad Q♦2♠                   | 10 000 000 | Adrien Attenborough J♣4♠   |
| 2023  | 10 043       | Daniel Weinmann K♣J♦                 | 12 100 000 | Steven Jones J♣8♦          |
| 2024  | 10 112       | Jonathan Tamayo 8♦3♠                 | 12 100 000 | Jordan Griff 9♥6♣          |

## Joueur de l'année
Depuis 2004, un système de points est mis en place pour le titre de joueur de l'année WSOP.
| Année | Vainqueur        | Bracelets | Tables finales |
| ----- | ---------------- | --------- | -------------- |
| 2004  | Daniel Negreanu  | 1         | 5              |
| 2005  | Allen Cunningham | 1         | 4              |
| 2006  | Jeff Madsen      | 2         | 4              |
| 2007  | Tom Schneider    | 2         | 3              |
| 2008  | Erick Lindgren   | 1         | 3              |
| 2009  | Jeff Lisandro    | 3         | 4              |
| 2010  | Frank Kassela    | 2         | 3              |
| 2011  | Ben Lamb         | 1         | 4              |
| 2012  | Greg Merson      | 2         | 2              |
| 2013  | Daniel Negreanu  | 2         | 4              |
| 2014  | George Danzer    | 3         | 5              |
| 2015  | Mike Gorodinsky  | 1         | 3              |
| 2016  | Jason Mercier    | 2         | 4              |
| 2017  | Chris Ferguson   | 1         | 4              |
| 2018  | Shaun Deeb       | 2         | 5              |
| 2019  | Robert Campbell  | 2         | 6              |
| 2021  | Josh Arieh       | 2         | 5              |
| 2022  | Daniel Zack      | 2         | 4              |
| 2023  | Ian Matakis      | 1         | 3              |
| 2024  | Scott Seiver     | 3         | 2              |

## Lieu
Les WSOP de 2005 ont été les premiers à ne pas se dérouler au Binion's Horseshoe Casino, bien que les derniers jours du Main Event se soient tenus dans la légendaire salle Benny's Bullpen de ce casino. Les éditions de 2006 et ultérieures se sont déroulées au Rio All Suite Hotel and Casino. Les WSOP de 2020, du fait de la crise sanitaire mondiale, ont été reportées. Une série officielle de 85 tournois en ligne, baptisée 2020 World Series of Poker Online, a néanmoins été organisée du 1er juillet au 6 septembre 2020.
Les WSOP 2022 auront lieu pour la première fois de leur histoire au Horseshoe (anciennement Bally's) et au Paris.

## Retransmission
Aux États-Unis, la chaîne ESPN dispose des droits exclusifs sur la production et la diffusion des images des WSOP. Ils sont commentés par Lon McEachern et Norman Chad. Sur Internet, le chip count officiel et la couverture en direct du tournoi est depuis 2007 assuré par le magazine Bluff et le site Pokernews.com. Les WSOP sont diffusés en France à la télévision sur RTL9, au Québec en rediffusion sur RDS et sur AB3 en Belgique, avec comme présentateur [Quand ?] le joueur Bruno Fitoussi et depuis septembre 2010 la joueuse Alexia Portal et l'animateur Grégory Ascher.